# Staccato

Staccato-Notation durch einen Punkt

Das Staccato („getrennt“, von italienisch staccare „abtrennen“) ist eine musikalische Artikulationsform, bei der aufeinanderfolgende Töne klar voneinander getrennt werden. Sie werden dabei kürzer gespielt, als es ihr Notenwert eigentlich vorgibt, und können abgehackt klingen. Staccato kann auf jeden Notenwert angewendet werden und bedeutet somit nicht, dass die Töne prinzipiell so kurz wie nur irgend möglich gespielt werden sollen.
In Musik-Wörterbüchern und in Noten findet sich das Adverb staccato als Artikulationsanweisung. In der Fachsprache der Musiker ist die italienische Schreibweise mit cc üblich, auch beim Substantiv Staccato. Die eingedeutschte Schreibweise Stakkato mit kk ist nur beim Substantiv gebräuchlich und wird vor allem bei übertragenem Wortgebrauch verwendet.

## Notation
Eine Staccato-Note wird im Notensystem mit ihrer vollen Länge notiert, aber mit einem Punkt ober- oder unterhalb der Note. Über längere Passagen kann Staccato auch durch das Wort staccato oder die Abkürzung stacc. angezeigt werden.

## Realisierung
Streicher können staccato spielen, indem sie die Saite mit einer ruckartigen Bewegung des Bogens nur kurz anreißen. Sie haben aber auch die Möglichkeit, den Bogen auf die Saite fallen und zurückspringen zu lassen, verbunden mit einer seitlichen Bewegung des Bogens wie beim Aufstrich oder Abstrich. Diese Strichart, mit der sehr kurze Töne erzeugt werden, nennt sich Spiccato. Die Anweisung „staccato“ wird von Streichern bogentechnisch oft als Spiccato realisiert, insbesondere bei schnellen Folgen von kurzen Staccato-Noten. Nach dem Aufprall auf die Saite „springt“ der Bogen sofort zurück, ohne weitere Einwirkung des Streichers.
Bei Blasinstrumenten wird der entsprechende Ton meist durch ein abruptes Unter- oder Abbrechen des Luftstromes durch die Zunge erzeugt. Das Staccato als Anschlagsart beim Klavier wird durch das schnelle Abstoßen des Fingers von der jeweiligen Taste erzielt.
In Noten für Schlaginstrumente wie Pauke oder Triangel erübrigt sich die Anweisung, staccato zu spielen, weil die von ihnen beim Anschlagen erzeugten Töne oder Geräusche ohnehin dem Klangeindruck eines Staccatos ähneln. Jedoch klingen Schlaginstrumente auch nach dem starken Akzent des Anschlagtons weiter. Bei einem Becken ist der Ausklang laut und hält lange an. Bei einer Pauke ist der Nachklang vergleichsweise schwach, er dauert aber im Mezzoforte-Bereich je nach der Größe der Pauke immerhin drei bis fünf Sekunden, bei kräftigem Anschlagen noch länger. Der Paukist kann einen unerwünschten Nachklang abbrechen, indem er die Fingerspitzen auf das vibrirende Fell der Pauke auflegt.

## „Stakkato“ im übertragenen Wortgebrauch
Zahlreiche Schalleindrücke ähneln einem Staccato in der Musik und werden deshalb gelegentlich mit dieser Bezeichnung charakterisiert, etwa ein atemloses oder abgehacktes Sprechen oder der Klang von Maschinengewehrfeuer. Bei übertragenem Wortgebrauch wird häufig die eingedeutschte Schreibweise Stakkato verwendet.
Als ein „Stakkato“ kann auch ein ungewöhnlich schnelles Aufeinanderfolgen von Ereignissen bezeichnet werden, die nichts mit Schalleindrücken zu tun haben, zum Beispiel „ein Stakkato aus Dekreten“ oder „ein Stakkato der Zumutungen“.